# Maya Lin: A Strong Clear Vision
Maya Lin: A Strong Clear Vision è un documentario del 1994 diretto da Freida Lee Mock vincitore del premio Oscar al miglior documentario.